# Президентские выборы в Армении (1991)
Президентские выборы были проведены впервые в Армении 17 октября 1991 года результатом которых стала победа Левона Тер-Петросяна, который выиграл 83 % голосов. Явка составила 70 %.

## Результаты
| Кандидат           | Голосов                              | %    |
| ------------------ | ------------------------------------ | ---- |
| Левон Тер-Петросян | Армянское Общенациональное Движение  | 83,0 |
| Паруйр Айрикян     | Союз за Национальное самоопределение | 7,2  |
| Сос Саркисян       | Армянская Революционная Федерация    | 4,3  |
| Зорий Балаян       | независимый                          | 0,45 |
| Рафаэль Казарян    | независимый                          | 0,39 |
| Ашот Навасардян    | Республиканская партия Армении       | 0,16 |
| Всего              | Всего                                | 100  |